# Antonino Rèpaci
Pour les articles homonymes, voir Rèpaci (homonymie).
Antonino Rèpaci, (né le 9 novembre 1910 à Turin en Italie et mort dans la même ville le 19 février 2005) est un magistrat, écrivain, historien et militant antifasciste italien. Antonino est le fils de Francesco Rèpaci, avocat et Clelia Allegri, et le neveu de l'écrivaine Leonida Rèpaci.

## Biographie

### Enfance et études
Antonino Rèpaci grandit à Turin. Il est le fils de Francesco Rèpaci, avocat civil au barreau de Turin. Il sera profondément marqué par son père, resté paralysé sur une chaise roulante après la Première Guerre mondiale ; un père socialiste et antifasciste. 
Comme son père, il étudie le droit à l'université de Turin. Il devient avocat en 1935. 
Il épouse Giuliana Tarizzo en 1936 avec qui il vivra toute sa vie et avec laquelle il aura deux filles : Gabriella en 1940 et Valeria en 1949.
Il entre dans la magistrature en 1939.

### Résistance
Il entre dans la Résistance italienne aux côtés de son ami Duccio Galimberti en 1940 en rejoignant le Partito d'Azione. Entre l’automne 1942 et avril 1943, il élabore avec Tancredi Galimberti (Duccio) le 1er projet de constitution européenne, Progetto di costituzione confederale europea ed interna . Ce projet sera publié pour la première fois par Antonino Rèpaci à Turin en 1946. Auparavant, seul un manuscrit avait circulé auprès d'un groupuscule. 
En tant que membre du Partito d'Azione, il participe aux réunions du Comité provisoire multipartite, le futur Comité de libération nationale (Comitato di Liberazione Nazionale - CLN) de Coni. De ces réunions nait l'organisation des premiers groupes de résistants armés de l'Italie du Nord. Poursuivi par la police fasciste, il est alors contraint à la clandestinité. Puis il participe à la lutte assurant une liaison entre les territoires du Monferrato (Piémont) et de Savone (Ligurie). Il est l'un des promoteurs du Comité de libération nationale de Savone.
La famille de son épouse, les Tarizzo et les Locatelli sont des familles antifascistes importantes des premières heures.
- Ernesto Tarizzo, son beau-père, directeur financier monde des "assicuratione mutuale reale di Torino",
- Maria Locatelli, sa belle-mère ; fille de Carlo Locatelli  premier actionnaire et président-directeur général des "assicuratione mutuale Reale di Torino" et descendante du fondateur  de ce groupe d'assurances fondé en 1828 à Turin par sa famille.
- Maria Juilianna Tarizzo, épouse d'Antonino Rèpaci devient pharmacienne en 1935, mais exercera très peu. En 1940, alors jeune maman, elle entre dans la résistance comme passeuse, puis comme militante active.
- Anna maria Tarizzo sera résistante elle aussi comme passeuse en 1943.
- Maria Angola Tarizzo, infirmière, sera infirmière pour les partisans du maquis dans les montagnes de Coni de 1943 à 1945.
- Silvia Tarizzo, pharmacienne, sera passeuse de 1940 à 1945, d'une grande beauté, elle passait facilement les barrages des soldats allemands. Médaillée de la résistance italienne.

### Engagement intellectuel
À la libération, il reprend du service au tribunal de Turin puis renonce à participer au Comité de libération nationale italienne. À la suite d'une incompatibilité avec son père, il est transféré à sa demande au tribunal de Coni où il est nommé procureur à la cour d'assises extraordinaire chargée des procès des collaborateurs et fascistes accusés de crimes, parmi lesquels les assassins de son ami Ducio Galimberti.
Il fonde à Coni avec des amis Spartaco Beltrand et Dino Giacosa la section du mouvement fédéraliste européen, mouvement qui souhaitait promouvoir un fédéralisme européen.
En 1949, il est muté à Turin. Il partage alors son temps entre la magistrature et l'écriture de livres. Il consacre le reste de sa vie à étudier l'Italie contemporaine et à écrire des livres sur le fascisme dont le plus connu est La marche sur Rome sur la prise du pouvoir par Mussolini.
Il collabore également avec plusieurs revues dont Il Ponte de Piero Calamandrei, Comunità de Adriano Olivetti et Nord e Sud de Francesco Campagna.
Antonino Rèpaci fut un ami de Norberto Bobbio philosophe et des peintres Romano Gazzera et Luigi Roccati.

### Fin de vie
Il publie son dernier livre en 1984 Da Sarajevo al "maggio radioso"  aux éditions Mursia.
Victime d'un accident vasculaire cérébral en 1985, il arrête de se consacrer à l'écriture.
Il décède à Turin le 19 février 2005 à l'âge de 94 ans, ville où il est enterré,,.